# Giennadij Żydko
Giennadij Walerijewicz Żydko, ros. Геннадий Валериевич Жидко (ur. 12 września 1965 w Yangiobodzie w Uzbeckiej SRR, zm. 16 sierpnia 2023 w Moskwie) – rosyjski dowódca wojskowy, Bohater Federacji Rosyjskiej (2017), generał pułkownik (2020), wiceminister obrony Federacji Rosyjskiej (2021).

## Życiorys
W 2016 roku Żydko stał na czele sztabu rosyjskiego zgrupowania armii w Syrii, natomiast dwa lata później objął funkcję dowódcy Wschodniego Okręgu Wojskowego. Od 12 listopada 2021 roku był wiceministrem obrony Rosji oraz szefem Głównego Wojskowego Zarządu Politycznego Sił Zbrojnych Federacji Rosyjskiej. Od maja do lipca 2022 roku pełnił funkcję dowódcy zgrupowania wojsk rosyjskich na Ukrainie. Został odwołany ze stanowiska wiceministra pod koniec lipca 2022 roku; w tym samym czasie przestał też dowodzić siłami inwazyjnymi Rosji na Ukrainie. Do października 2022 roku ponownie objął swoim dowództwem Wschodni Okręg Wojskowy.
Zmarł 16 sierpnia 2023 roku. Według rosyjskich źródeł śmierć spowodowana była długotrwałą chorobą.